# West London Line
| Triebzug der Reihe 378 im Bahnhof Imperial Wharf |                      |                                                               |                                                               |
| |                      |                                                               |                                                               |
| Spurweite: | 1435 mm (Normalspur) |                                                               |                                                               |
| Stromsystem: | 750 V =              |                                                               |                                                               |
| Stromsystem: | 25 kV, 50 Hz ~       |                                                               |                                                               |
| Zweigleisigkeit: | ja                   |                                                               |                                                               |
| |                      |                                                               |                                                               |
| \| \| \| North London Line von Stratford \| \| \| \| 0,0 \| Willesden Junction Watford DC Line nach Watford Junction/ \| Willesden Junction Watford DC Line nach Watford Junction/ \| \| \| \| Bakerloo Line nach Harrow & Wealdstone \| \| \| \| \| \| \| \| \| \| \| \| \| \| \| Old Oak Common Verbindung zum High Speed 2 \| geplant \| \| \| \| Watford DC Line aus London Euston \| \| \| \| \| North London Line nach Richmond \| \| \| \| \| Great Western Main Line \| \| \| \| \| zur GWML \| \| \| \| \| Bk North Pole Junction, Systemtrennstelle 25 kV/750 V \| \| \| \| \| St. Quintin Park and Wormwood Scrubs 1871–1940 \| \| \| \| \| Hammersmith & City Line Hammersmith – Whitechapel (– Barking) \| \| \| \| \| Uxbridge Road 1869–1940 \| \| \| \| \| Shepherd’s Bush \| \| \| \| \| Central Line \| \| \| \| \| Kensington (Olympia) \| \| \| \| \| District Line Earl’s Court – Richmond/Ealing Broadway \| \| \| \| \| \| \| \| \| \| West Brompton \| \| \| \| \| District Line nach Wimbledon \| \| \| \| \| Chelsea & Fulham 1863–1940 \| \| \| \| \| Imperial Wharf \| \| \| \| \| Battersea Railway Bridge über die Themse (220 m) \| \| \| \| \| Battersea 1863–1940 \| \| \| \| \| South Western Main Line von/nach Waterloo \| \| \| \| \| \| \| \| \| \| Inner South London Line nach London Bridge \| \| \| \| \| Outer South London Line aus London Victoria \| \| \| \| \| Brighton Main Line aus London Victoria \| \| \| \| \| \| \| \| \| \| Clapham Junction \| \| \| \| \| Brighton Main Line nach Brighton \| \| \| \| \| Bahnstrecke London Waterloo – Reading \| \| \| \| \| South Western Main Line nach Weymouth \| \| |                      |                                                               |                                                               |
| Strecke |                      | North London Line von Stratford                               | North London Line von Stratford                               |
| Abzweig quer, von links und von rechts · Turmbahnhof geradeaus oben · Strecke von rechts | 0,0                  | Willesden Junction Watford DC Line nach Watford Junction/     | Willesden Junction Watford DC Line nach Watford Junction/     |
| Strecke |                      | Bakerloo Line nach Harrow & Wealdstone                        | Bakerloo Line nach Harrow & Wealdstone                        |
| |                      |                                                               |                                                               |
| Strecke · Strecke · Strecke |                      |                                                               |                                                               |
| |                      | Old Oak Common Verbindung zum High Speed 2                    | geplant                                                       |
| Strecke · Strecke · Strecke nach links |                      | Watford DC Line aus London Euston                             | Watford DC Line aus London Euston                             |
| Strecke nach rechts · Strecke |                      | North London Line nach Richmond                               | North London Line nach Richmond                               |
| Kreuzung geradeaus oben |                      | Great Western Main Line                                       | Great Western Main Line                                       |
| Abzweig geradeaus und von rechts |                      | zur GWML                                                      | zur GWML                                                      |
| Blockstelle |                      | Bk North Pole Junction, Systemtrennstelle 25 kV/750 V         | Bk North Pole Junction, Systemtrennstelle 25 kV/750 V         |
| ehemaliger Haltepunkt / Haltestelle |                      | St. Quintin Park and Wormwood Scrubs 1871–1940                | St. Quintin Park and Wormwood Scrubs 1871–1940                |
| U-Bahn-Strecke quer · Kreuzung mit U-Bahn geradeaus unten · U-Bahn-Abzweig quer und ehemals von links |                      | Hammersmith & City Line Hammersmith – Whitechapel (– Barking) | Hammersmith & City Line Hammersmith – Whitechapel (– Barking) |
| ehemaliger Haltepunkt / Haltestelle · U-Bahn-Haltepunkt / Haltestelle (Strecke außer Betrieb) |                      | Uxbridge Road 1869–1940                                       | Uxbridge Road 1869–1940                                       |
| Haltepunkt / Haltestelle · U-Bahn-Strecke (außer Betrieb) |                      | Shepherd’s Bush                                               | Shepherd’s Bush                                               |
| U-Bahn-Strecke quer · Kreuzung mit U-Bahn geradeaus oben · U-Bahn-Kreuzung geradeaus oben (Strecke geradeaus außer Betrieb) |                      | Central Line                                                  | Central Line                                                  |
| |                      | Kensington (Olympia)                                          |                                                               |
| U-Bahn-Strecke quer · Kreuzung mit U-Bahn geradeaus unten · U-Bahn-Abzweig quer, nach links und von links |                      | District Line Earl’s Court – Richmond/Ealing Broadway         | District Line Earl’s Court – Richmond/Ealing Broadway         |
| Strecke · U-Bahn-Strecke |                      |                                                               |                                                               |
| |                      | West Brompton                                                 |                                                               |
| U-Bahn-Strecke quer · Kreuzung mit U-Bahn geradeaus oben · U-Bahn-Strecke nach rechts |                      | District Line nach Wimbledon                                  | District Line nach Wimbledon                                  |
| ehemaliger Haltepunkt / Haltestelle |                      | Chelsea & Fulham 1863–1940                                    | Chelsea & Fulham 1863–1940                                    |
| Haltepunkt / Haltestelle |                      | Imperial Wharf                                                | Imperial Wharf                                                |
| Brücke über Wasserlauf |                      | Battersea Railway Bridge über die Themse (220 m)              | Battersea Railway Bridge über die Themse (220 m)              |
| ehemaliger Haltepunkt / Haltestelle |                      | Battersea 1863–1940                                           | Battersea 1863–1940                                           |
| Abzweig geradeaus, nach links und von links |                      | South Western Main Line von/nach Waterloo                     | South Western Main Line von/nach Waterloo                     |
| Strecke |                      |                                                               |                                                               |
| Abzweig geradeaus und nach links |                      | Inner South London Line nach London Bridge                    | Inner South London Line nach London Bridge                    |
| Abzweig geradeaus und von links |                      | Outer South London Line aus London Victoria                   | Outer South London Line aus London Victoria                   |
| Strecke · Strecke von links |                      | Brighton Main Line aus London Victoria                        | Brighton Main Line aus London Victoria                        |
| |                      |                                                               |                                                               |
| |                      | Clapham Junction                                              |                                                               |
| Strecke · Strecke nach links |                      | Brighton Main Line nach Brighton                              | Brighton Main Line nach Brighton                              |
| Strecke |                      | Bahnstrecke London Waterloo – Reading                         | Bahnstrecke London Waterloo – Reading                         |
| Strecke |                      | South Western Main Line nach Weymouth                         | South Western Main Line nach Weymouth                         |

Die West London Line (WLL) ist eine Bahnstrecke in der britischen Hauptstadt London. Sie verbindet den Bahnhof Willesden Junction im Norden und Clapham Junction im Süden. Nebst dem Snow-Hill-Tunnel der Thameslink-Strecken und der East London Line ist sie die einzige durchgehende Nord-Süd-Eisenbahnstrecke Londons, d. h., sie endet nicht in einem der großen Kopfbahnhöfe.

## Verkehr

### London Overground
Auf der Strecke fahren Züge der London Overground auf dem Zuglauf Clapham Junction – Willesden Junction im Viertelstundentakt, wobei jeweils zwei dann über die North London Line bis Stratford verlängert werden. Die Züge der London Overground halten an allen Bahnhöfen und sind Bestandteil der 2024 eingeführten Mildmay Line.

### National Rail
Zudem verkehren stündlich Züge von Southern zwischen East Croydon und Milton Keynes, einige auch zum Gatwick Airport. Früher verkehrten Zugläufe zwischen Brighton und Watford Junction bzw. zwischen Brighton und Birmingham New Street, die als einzige die unelektrifizierte Verbindungsstrecke in North Pole Junction zur Great Western Main Line benutzten. Die Züge von National Rail halten an den Bahnhöfen Clapham Junction, Imperial Wharf, West Brompton, Kensington (Olympia) und Shepherd’s Bush. Ein Halt in Willesden Junction ist nicht möglich, da die Züge in Richtung West Coast Main Line bereits vor dem Bahnhof ausscheren und in Willesden Junction eigene Bahnsteige hatten, welche jedoch 1962 entfernt wurden. Eine Reaktivierung dieser steht jedoch zur Debatte.

### Bahnhöfe
Auf der Strecke befinden sich folgende Bahnhöfe (in Süd-Nord-Richtung):
- Clapham Junction: London Overground, National Rail; Übergang zu allen Zügen, die entweder über die Brighton Main Line nach London Victoria oder London Waterloo verkehren, sowie ab 2012 zum Westast der East London Line der London Overground, auch als South London Line bezeichnet.
- Imperial Wharf: London Overground, National Rail
- West Brompton: London Overground, National Rail; Übergang zur District Line der London Underground
- Kensington (Olympia): London Overground, National Rail; Übergang zur District Line der London Underground
- Shepherd’s Bush: London Overground; Übergang zur Central Line der London Underground
- Willesden Junction: London Overground; Übergang zur Watford DC Line und North London Line der London Overground und zur Bakerloo Line der London Underground

## Geschichte
Eröffnet wurde die Linie 1844 durch die West London Joint Railway (WLJR), eine Tochtergesellschaft der Great Western Railway (GWR) und der London and North Western Railway (L&NWR), sowie der West London Extension Joint Railway, welche der GWR, der L&NWR, der London, Brighton and South Coast Railway (LB&SCR) und der London and South Western Railway (L&SWR) gehörte, eröffnet. Die West London Line hatte ihren Fokus auf dem Güterverkehr, da sie eine Linie durch London hindurch stellte. Der Nordteil zwischen Willesden Junction und Kensington (Olympia) bzw. weiter nach Earl’s Court wurde 1915 durch die London and North Western Railway mit 750 V Gleichspannung und von oben bestrichenen seitlichen Stromschienen elektrifiziert. Heute besteht diese Elektrifizierung zwischen Clapham Junction und der Systemtrennstelle bei North Pole Junction, der Rest der Strecke ist mit 25 kV Wechselspannung bei 50 Hz und klassischer Fahrleitung elektrifiziert. 1916 wurde die Haltestelle Chelsea & Fulham stillgelegt
Nach zahlreichen Beschädigungen durch Fliegerbomben im Zweiten Weltkrieg musste der Personenverkehr auf der WLL eingestellt werden, schließlich wurden die Bahnanlagen abgebrochen. Seit 1999 ist die Strecke wieder in Betrieb, einige Stationen wurden wiedereröffnet, nämlich Willesden Junction, Kensington (Olympia), West Brompton und Clapham Junction. St. Quintin Park & Wormwood Scrubs, Uxbridge Road und Battersea wurden nicht mehr wiedereröffnet. Jedoch befindet sich die heutige Station Shepherd’s Bush an derselben Stelle wie Uxbridge Road.
Bis November 2007 wurde die West London Line zwischen Clapham Junction und North Pole Junction (zwischen Willesden Junction und Shepherd’s Bush gelegen) von leeren Eurostar-Zügen benutzt, da das ehemalige Depot bei North Pole Junction lag und die Eurostarzüge bis dahin in Waterloo endeten. Auch diente Kensington (Olympia) als Londoner Ausweichendstation für Waterloo International, falls dieser nicht zur Verfügung stehen sollte.
2008 wurde die nur von Overground-Zügen bediente Haltestelle Shepherd’s Bush eröffnet, die gleichnamige Haltestelle der Central Line liegt in Gehdistanz. Die beiden Haltestellen erschließen gemeinsam mit den U-Bahn-Stationen Wood Lane und White City das neue Einkaufszentrum Westfield. Um Verwechslungen zu vermeiden, wurde die ebenfalls Shepherd’s Bush genannte Haltestelle der Hammersmith & City Line in Shepherd’s Bush Market umbenannt. Shepherd’s Bush liegt ziemlich an der Stelle der früheren WLL-Station Uxbridge Road.
Die Eröffnung der Haltestelle Imperial Wharf auf der linken Themseseite südlich von West Brompton wurde in den Streckenplänen der London Underground auf 2009 terminiert, allerdings tauchten Gerüchte auf, dass sich die Eröffnung vermutlich auf 2010 verschieben würde. Eröffnet wurde sie schließlich am 21. September 2009. Die Haltestelle wird von Overground- und Southern-Zügen bedient.

## Zukunft
In naher Zukunft steht die Reaktivierung der 1962 abgebrochenen Fernbahnsteige in Willesden Junction zur Debatte, was auch den Halt weiterer Züge im Bahnhof, so auch die Southern-Züge der WLL, ermöglichen würde.
Südlich von Willesden Junction ist mit dem Bahnhof Old Oak Common ab 2025 ein großer Knotenpunkt geplant, so soll neben der WLL auch die North London Line, die Great Western Main Line, Crossrail und selbst die London Underground mit der geplanten Schnellfahrstrecke High Speed 2 verknüpft werden.
Die Overground-Züge der WLL sollen mittelfristig über die North London Line zum Bahnhof Gospel Oak verlängert werden und dann mit der bestehenden Overground-Relation auf der Bahnstrecke Gospel Oak–Barking zusammengelegt werden (und langfristig gar bis Dagenham Dock geführt werden). Jedoch sind diverse Baumaßnahmen in Gospel Oak notwendig.

## Trivia
- Die West London Line bildet zwischen North Pole Junction und der Battersea Railway Bridge über die Themse die Grenze zwischen dem London Borough of Hammersmith and Fulham und dem Royal Borough of Kensington and Chelsea. Aus diesem Grund liegen alle Bahnhöfe zwischen Shepherd’s Bush und Imperial Wharf theoretisch gesehen in zwei Boroughs.